# Ptilodon saturata
Ptilodon saturata är en fjärilsart som beskrevs av Walker 1865. Ptilodon saturata ingår i släktet Ptilodon och familjen tandspinnare. Inga underarter finns listade.